# Frontière entre le Maine et le New Hampshire
La frontière entre le New Hampshire et le Maine est une frontière intérieure des États-Unis délimitant les territoires du New Hampshire à l'est et le Maine à l'ouest.
Son tracé débute à la frontière internationale américano-canadienne et suit une direction rectiligne en empruntant approximativement 71e méridien ouest jusqu'au Great East Lake, puis suit le cours de la Salmon Falls River, parsemée de lacs et d'étangs jusqu'à son embouchure dans l'océan Atlantique.

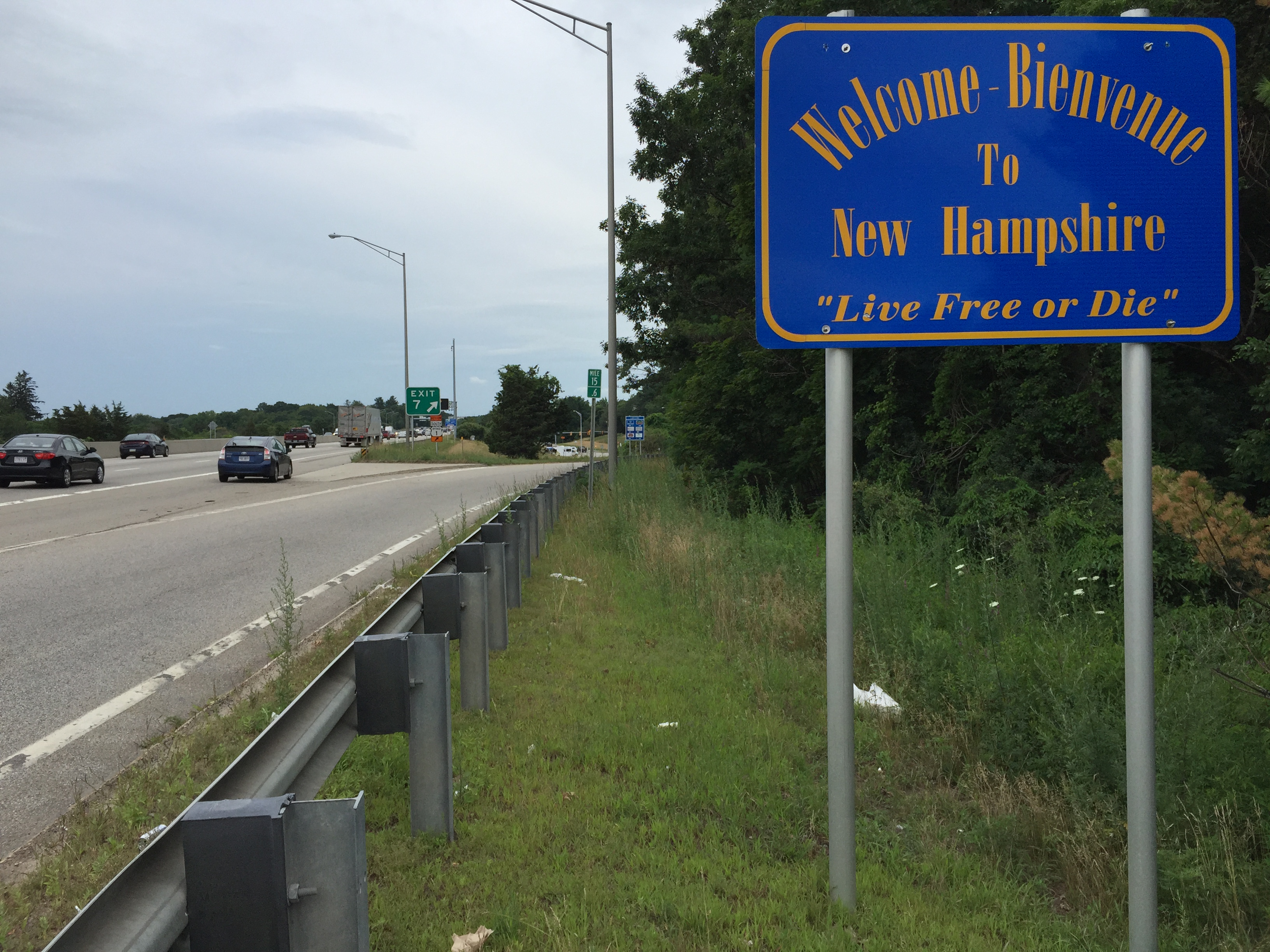
Entrée au New Hampshire depuis Kittery dans le Maine.